# Bryotropha terrella
Bryotropha terrella là một loài bướm đêm thuộc họ Gelechiidae. Đây là loài điển hình của chi Bryotropha.
Nó được tìm thấy ở châu Âu. Sải cánh dài 14–16 mm.
Ấu trùng ăn nhiều loại cỏ.

## Hình ảnh

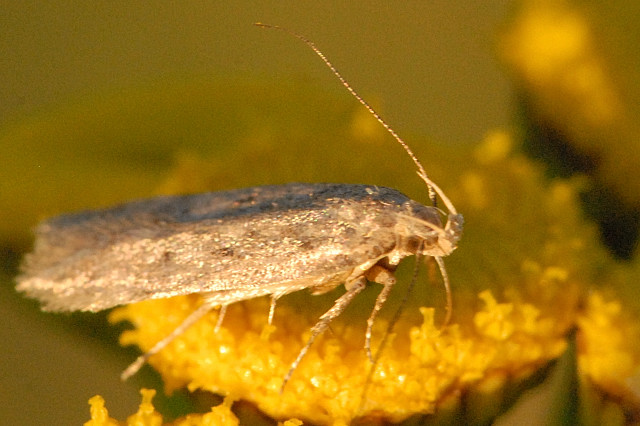